# Люй Цзя
Люй Цзя (кит. упр. 吕嘉, пиньинь Lǚ Jiā; род. 1964) — китайский дирижёр.
Родился в семье музыкантов: отец — дирижёр, мать — певица. С пятнадцатилетнего возраста учился в музыкальной школе при Центральной консерватории в Пекине, затем поступил в саму консерваторию в класс дирижирования Чжэн Сяоин, получив диплом в 1987 году на год раньше срока. В 1989 году отправился для продолжения образования в Берлинскую высшую школу музыки.
В 1991 году занял пост музыкального руководителя и главного дирижёра Театра Джузеппе Верди в Триесте и возглавлял театр до 1995 года. В 1999—2005 гг. главный дирижёр Норрчёпингского симфонического оркестра. Одновременно регулярно участвовал в итальянских оперных фестивалях (в 1998 году получив премию за лучшее выступление в рамках Оперного фестиваля в Мачерате), гастролировал с ведущими мировыми коллективами. С 2005 года приглашённый профессор Центральной консерватории. С 2008 года возглавляет Оркестр Макао, с 2014 года — оркестр Национального центра исполнительских искусств.